# Sertularia vervoorti
Sertularia vervoorti is een hydroïdpoliep uit de familie Sertulariidae. De poliep komt uit het geslacht Sertularia. Sertularia vervoorti werd in 1998 voor het eerst wetenschappelijk beschreven door Migotto & Calder. 